# Elecciones presidenciales de Argentina de 1892
Las elecciones presidenciales de Argentina de 1892 se llevaron a cabo para elegir al presidente de la República Argentina, que debía suceder a Carlos Pellegrini. Resultó elegido Luis Sáenz Peña, que en 1895 dimitiría debido a la falta de apoyo de Julio A. Roca, líder del Partido Autonomista Nacional, que gobernó ininterrumpidamente el país desde 1876 hasta 1916, sin alternancia y bajo un virtual régimen de partido único. La presidencia de Luis Sáenz Peña formó parte de la llamada «república conservadora» o «república oligárquica». Estas elecciones fueron una de las más controvertidas, por el grado de fraude reflejado en los porcentajes.
Las elecciones se realizaron bajo el régimen de «voto cantado», caracterizado históricamente por el fraude electoral masivo, la violencia en los comicios, el voto venal (pago) y la baja participación, sin que se permitiera votar ni ser elegidas a las mujeres. Solo concurrió a votar el 2% de la población. La Constitución establecía que la elección del presidente y vicepresidente debía realizarse en forma indirecta y por separado, delegando la elección final de cada uno, en colegios electorales provinciales integrados por representantes elegidos en la elección primaria, por el sistema de lista completa, siendo electos todos los candidatos más votados, en cada distrito electoral.
Sáenz Peña triunfó en catorce de los quince distritos electorales entonces existentes, y empató con Bernardo de Irigoyen en Mendoza. En 1892 la República Argentina estaba constituida por quince distritos electorales (14 provincias y la Ciudad de Buenos Aires), en los que la población tenía derecho a voto, mientras una gran parte del territorio estaba organizada en nueve «territorios nacionales», donde la población no tenía derecho a voto.

## Antecedentes

### Revolución del Parque
El gobierno del Presidente Miguel Juárez Celman, del hegemónico Partido Autonomista Nacional, elegido fraudulentamente en 1886 y continuador de las políticas de Julio Argentino Roca, experimentó una fuerte crisis económica y política iniciando la década de 1890. Una masacre el 1 de mayo de 1888, y una crisis financiera sin precedentes provocaron que poco a poco comenzase a gestarse una oposición significativa al régimen oligárquico impuesto por Roca, hasta entonces fuerte por el fraude electoral proporcionado por el voto cantado, la represión política y el relativo crecimiento económico del país. Se constituyó entonces la Unión Cívica de la Juventud en 1889, que al año siguiente se renombró como Unión Cívica, con ideología en favor de un sufragio directo y secreto. Por su parte, la oposición al gobierno de Juárez Celman, incluso dentro del propio PAN, continuó aumentando a medida que la crisis económica empeoraba.

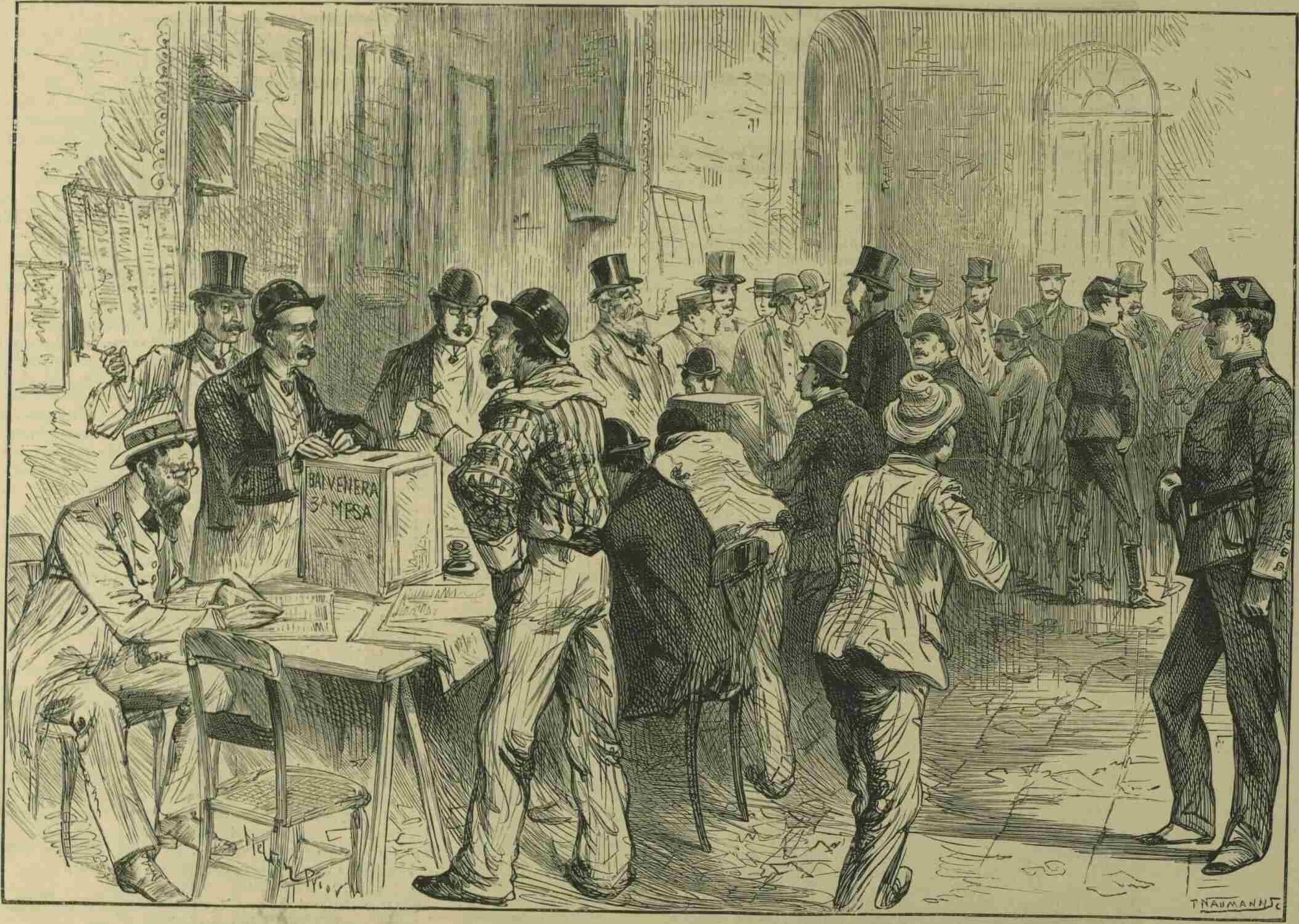
Procedimientos de las elecciones en Buenos Aires: Votación bajo protección militar (Melton Prior, The Illustrated London News, 1892).

Finalmente, en los últimos días de julio de 1890 se llevó a cabo el primer intento serio y parcialmente exitoso de interrumpir por la fuerza el orden constitucional en Argentina desde el establecimiento del régimen del PAN, llevado a cabo por parte de la Unión Cívica en colaboración con varios sectores opositores al gobierno. Si bien la insurrección fue militarmente derrotada y el objetivo final (derrocar al régimen del PAN y establecer una democracia en el país) no tuvo éxito, Juárez Celman se vio forzado a renunciar, faltando todavía dos años para terminar su mandato constitucional, siendo sustituido por su vicepresidente Carlos Pellegrini. Como presidente, Pellegrini tuvo que enfrentarse a una profunda crisis económica en medio de un caos reinante, producto de los estallidos revolucionarios. Durante su gestión de veintiséis meses sacó al país de una grave crisis, fundamentalmente económica, al sanear las finanzas y fundar el Banco de la Nación Argentina. Estas medidas permitieron que el país recuperara la prosperidad y avanzara hacia un nuevo crecimiento económico, fortaleciendo nuevamente al régimen y evitando de ese modo su caída.

## Candidaturas

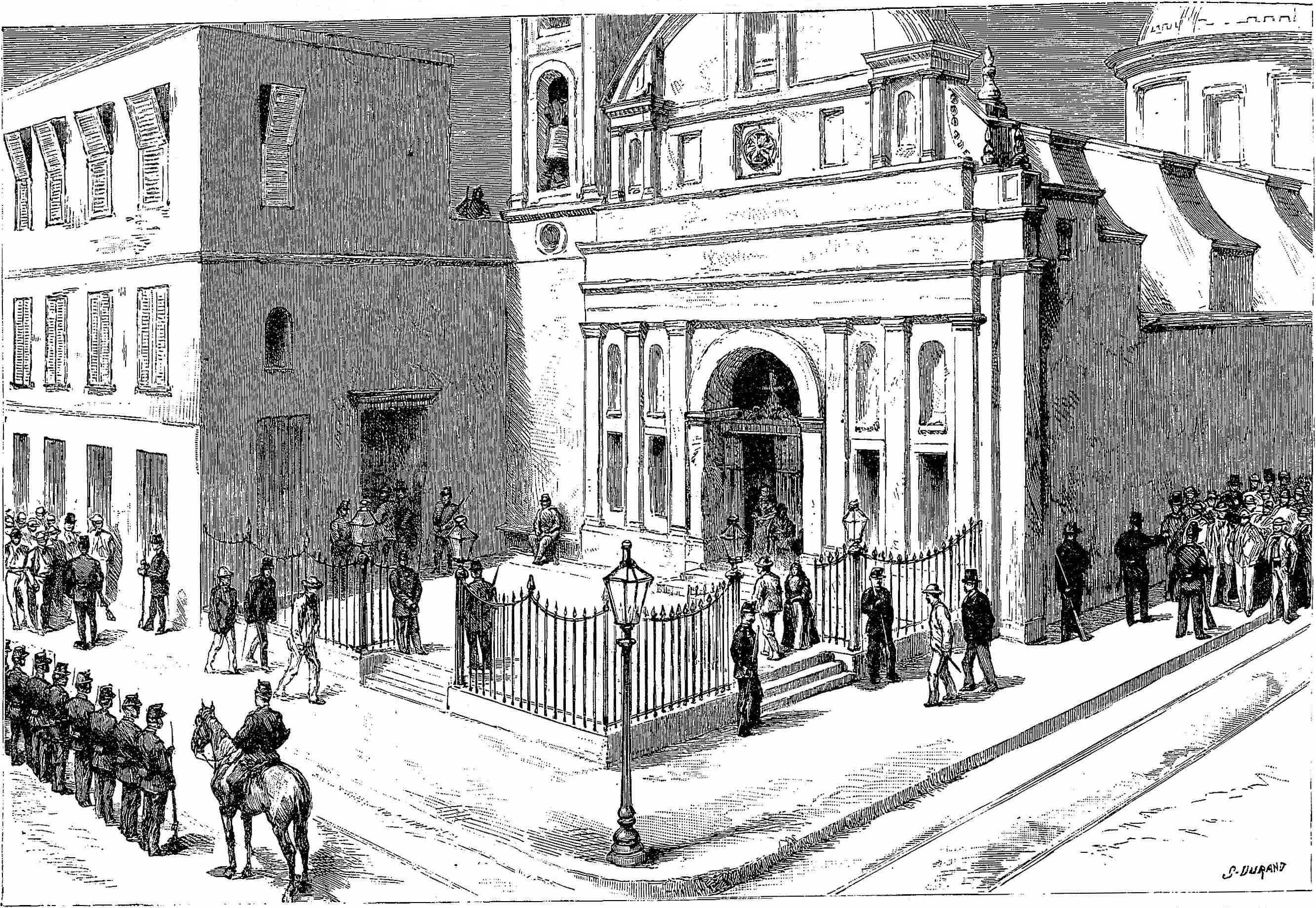
La elección presidencial en la Argentina, la mesa electoral en la Iglesia de la Merced, Buenos Aires (G. Durand, The Graphic, 1892).

Para 1892, la oposición unida que había surgido en 1890 se había dividido, con la Unión Cívica separándose en dos partidos: la Unión Cívica Nacional, de Bartolomé Mitre, y la Unión Cívica Radical, de Leandro N. Alem. El 15 de agosto de 1891 la Convención Nacional de la Unión Cívica Radical proclamó a Bernardo de Irigoyen como candidato a presidente. Leandro Alem decía por entonces que el programa de la UCR tenía cuatro banderas: libertad política, honradez administrativa, impersonalidad de la coalición y sentimiento nacional. La UCN, por su parte, presentó a Bartolomé Mitre, quien ya había sido Presidente entre 1862 y 1868.
Dentro del Partido Autonomista Nacional, el ala reformista del mismo quería proponer como candidato a su líder, Roque Sáenz Peña, bajo el argumento de que un líder reformista era necesario para acallar el avance revolucionario y evitar una guerra civil. Sin embargo, la intervención de Julio Argentino Roca evitó su postulación, siendo en su lugar el padre de Roque, Luis Sáenz Peña, elegido candidato. Sería precisamente Roque Sáenz Peña quien acabaría con el régimen en 1910, luego de ser elegido presidente, al traer una ley que garantizaba el voto secreto.

### Partido Autonomista Nacional
|                                            |                                         |
| Luis Sáenz Peña                            | José Evaristo Uriburu                   |
| para presidente                            | para vicepresidente                     |
| {{{descripción}}}                          | {{{descripción}}}                       |
| Vicegobernador de Buenos Aires (1875-1878) | Diputado nacional por Salta (1864-1867) |

### Unión Cívica Radical
|                                                       |                                            |
| Bernardo de Irigoyen                                  | Juan Mamerto Garro                         |
| para presidente                                       | para vicepresidente                        |
| {{{descripción}}}                                     | {{{descripción}}}                          |
| Ministro de Relaciones Exteriores y Culto (1880-1882) | Diputado nacional por San Luis (1874-1880) |

### Unión Cívica Nacional
| Unión Cívica Nacional                         |
| Bartolomé Mitre                               |
| para presidente                               |
| {{{descripción}}}                             |
| Presidente de la Nación Argentina (1862-1868) |

## Resultados del Colegio Electoral

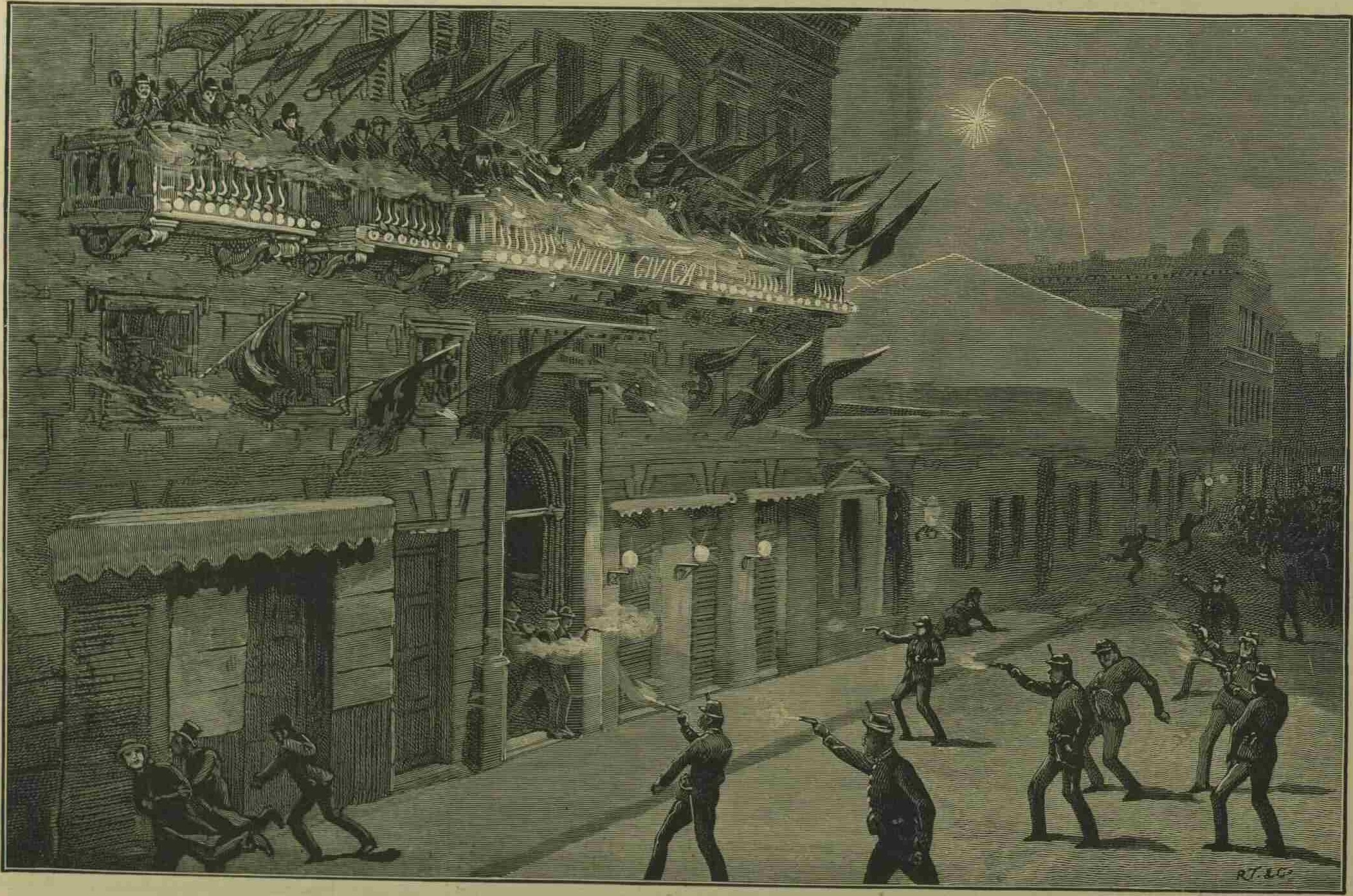
Reunión en el Unión Cívica Club: en conflicto con la policía (Illustrated London News, 1892).

Pocos días antes de las elecciones, el 2 de abril de 1892, el presidente Carlos Pellegrini denunció falsamente que había un complot radical para tomar el poder y asesinar a los principales líderes oficialistas. Inmediatamente decretó el estado de sitio y detuvo a los principales líderes radicales, entre ellos Leandro Alem. Como resultado, la UCR boicoteó los comicios, permitiendo el triunfo casi unánime de Sáenz Peña.
Los colegios electorales se reunieron el 12 de junio de 1892, en cada una de las capitales provinciales y en la Ciudad de Buenos Aires. El 12 de agosto de 1892 la Asamblea Legislativa, la Cámara de Diputados y el Senado, dio la aprobación definitiva de las elecciones.
| Candidatos presidenciales | Candidatos presidenciales | Partido                      | Votos electorales |
| ------------------------- | ------------------------- | ---------------------------- | ----------------- |
|                           | Luis Sáenz Peña           | Partido Autonomista Nacional | 210               |
|                           | Bernardo de Irigoyen      | Unión Cívica Radical         | 5                 |
|                           | Bartolomé Mitre           | Unión Cívica Nacional        | 5                 |
|                           | Julio Argentino Roca      | Partido Autonomista Nacional | 1                 |
| Total de votos            | Total de votos            | Total de votos               | 221               |
| No votaron                | No votaron                | No votaron                   | 11                |
| Total de electores        | Total de electores        | Total de electores           | 232               |

| Candidatos vicepresidenciales | Candidatos vicepresidenciales | Partido                      | Votos electorales |
| ----------------------------- | ----------------------------- | ---------------------------- | ----------------- |
|                               | José Evaristo Uriburu         | Partido Autonomista Nacional | 216               |
|                               | Juan Mamerto Garro            | Unión Cívica Radical         | 5                 |
| Total de votos                | Total de votos                | Total de votos               | 221               |
| No votaron                    | No votaron                    | No votaron                   | 11                |
| Total de electores            | Total de electores            | Total de electores           | 232               |

### Resultados por provincia
| Provincia           | Presidente | Presidente | Presidente | Presidente |         | Vicepresidente | Vicepresidente |  | No votaron |
| Provincia           | Sáenz Peña | Irigoyen   | Mitre      | Roca       | Uriburu | Garro          |                |  | No votaron |
| ------------------- | ---------- | ---------- | ---------- | ---------- | ------- | -------------- | -------------- |  | ---------- |
| Buenos Aires        | 33         |            |            |            |         | 33             |                |  | 3          |
| Capital Federal     | 20         |            |            | 1          | 21      |                | 1              |  |            |
| Catamarca           | 12         |            |            |            | 12      |                |                |  |            |
| Córdoba             | 26         |            |            |            | 26      |                |                |  |            |
| Corrientes          | 13         |            |            |            | 13      |                | 3              |  |            |
| Entre Ríos          | 17         |            |            |            | 17      |                | 1              |  |            |
| Jujuy               | 8          |            |            |            | 8       |                |                |  |            |
| La Rioja            | 8          |            |            |            | 8       |                |                |  |            |
| Mendoza             | 5          | 5          |            |            | 5       | 5              |                |  |            |
| Salta               | 11         |            |            |            | 11      |                | 1              |  |            |
| San Juan            | 10         |            |            |            | 10      |                |                |  |            |
| San Luis            | 10         |            |            |            | 10      |                |                |  |            |
| Santa Fe            | 11         |            |            |            | 11      |                | 1              |  |            |
| Santiago del Estero | 17         |            |            |            | 17      |                | 1              |  |            |
| Tucumán             | 9          |            | 5          |            | 14      |                |                |  |            |
| Total               | 210        | 5          | 5          | 1          |         | 216            | 5              |  | 11         |